# Филяновка
Филяновка (укр. Філянівка) — село в Новоушицком районе Хмельницкой области Украины.
Население по переписи 2001 года составляло 830 человек. Почтовый индекс — 32600. Телефонный код — 3847. Занимает площадь 0,751 км². Код КОАТУУ — 6823355102.

## Местный совет
32600, Хмельницкая обл., Новоушицкий р-н, пгт Новая Ушица, ул. Подольськая, 12